# L'anniversario (album)
L'anniversario è il 23º album discografico di Domenico Modugno, pubblicato nel 1976.
Dall'album verranno tratti i seguenti 45 giri:
1. L'anniversario/Resta cu'mme
2. Malarazza/Ne con te ne senza te

Il singolo Il maestro di violino/Domenica era già stato pubblicato qualche mese prima dell'album.

## Il disco
Il disco contiene nove tracce inedite su LP; la prima canzone, che dà anche il titolo all'album, è un ri-arrangiamento del singolo del 1973.
Modugno iniziò a preparare il disco nell'estate del 1976 mentre nei negozi aveva pubblicato il singolo Malarazza/Né con te, né senza te. Con altri otto brani (tra cui due brani pubblicati alcuni mesi prima sempre su 45 giri, ovvero Il maestro di violino e Domenica) l'album si sarebbe dovuto intitolare proprio Malarazza. Tuttavia a causa di alcuni ragionamenti di mercato e di discussioni con la Carosello, il brano che sarebbe stato appunto la title track del disco alla fine non venne incluso nello stesso, e all'ultimo minuto Modugno decise di sostituirlo con un riarrangiamento del brano L'anniversario, che aveva già pubblicato nel 1973 con la RCA, e che sebbene fosse stato anche sponsorizzato durante la campagna per il referendum per la legalizzazione del divorzio nel 1974, non aveva avuto un grosso successo di vendite. Il cantautore pugliese rielaborò il brano per il disco in questione, facendolo riuscire anche su 45 giri con il nuovo arrangiamento, e stavolta il brano ottenne successo. 
La versione primaria dell'album venne comunque editata dalla Carosello nel 1981 con il titolo Malarazza e senza i ripensamenti e le aggiunte della prima edizione in alcune canzoni (come nel caso di Mia figlia).
I temi affrontati nel disco sono in particolare l'amore, la poesia e l'elogio della vita, tipici della poetica di Modugno, ma anche la favola nella canzone Il passero.

## Le canzoni

### Processo all'amore[Le proces]
Cover di un brano francese uscito due anni prima. Modugno si rivolge all'amore come un concetto da accusare in senso molto metafisico. Il brano è in parte recitato in parte cantato

### Mia figlia[La confidence]
Una storia intimista. Una giovanissima chiede aiuto a suo padre per un'inaspettata maternità. Da notare che inizialmente il brano (anche in questo caso una canzone originariamente francese) era stato tradotto in una versione con un testo più "castigato" (la ragazza invocava aiuto per guarire semplicemente da una delusione d'amore) e che successivamente, a causa di un ripensamento di Modugno, ne fu fatta la nuova versione con il testo tradotto più vicino all'originale. La versione più "casta", che nel frattempo era stata già incisa, venne pubblicata nel 1981 dalla Carosello nell'edizione "corretta", appunto dal titolo Malarazza.

### Il passero[Viento, dile a la lluvia]
Questo brano è una versione di Viento dile a la lluvia scritta per Litto Nebbia per il gruppo musicale argentino Los Gatos (I gatti). Si tratta di una favola che narra le vicende di un passerotto, che, ancora non adulto, decide di fuggire da sua madre, finché un temporale non lo sorprende e lo costringe a ripararsi interrompendo il suo viaggio nei cieli. Passano i giorni e non smette di piovere, finché una preghiera recitata da una voce spirituale comincia ad implorare al vento di portare via il nubifragio per consentire all'uccellino di continuare a volare. 
Anche in questo caso il brano è diviso in una parte parlata (recitata da Francesca Guadagno) e da una cantata.

### Domenica
Pubblicata su 45 giri come retro de Il maestro di violino, venne anche utilizzata come sigla del programma TV Un colpo di fortuna. Un quadretto di quotidianità narrato con la tipica ironia modugniana, sulla pesantezza del lavoro settimanale e del tanto atteso arrivo del giorno festivo come momento di svago e di ritrovo dei propri affetti e amori.

### Né con te, né senza te
Lato B di Malarazza, un brano dal vago sapore retrò, sulla difficoltà di trovare una nuova strada quando in un rapporto di coppia ci si trova al punto che diventa impossibile separarsi, ma anche continuare a restare in una situazione ormai non più pacifica con la propria donna. Anche in questo caso vi sono degli intermezzi recitati che si alternano alle sezioni cantate, anche se la parte parlata in questo caso risulta più abbondante

### Dietro l'amore
Brano scritto in collaborazione con un giovane Toto Cutugno, è il brano più classico del disco, con Modugno che ripropone quegli stilemi romantici che lo avevano caratterizzato ai tempi del grande successo negli anni '50 e '60.

### Tanti anni fa
Il brano più breve del disco. Un personaggio che con malinconia e commozione ricorda alla sua compagna le proprie speranze giovanili, senza rimpianti e pentimenti retorici.

### La porta chiusa
Un uomo ricompare davanti agli occhi della donna che ha lasciato alcuni anni prima, volendo a tutti i costi riconquistarla, riuscendo alla fine nel suo intento. Anche in questo caso è in parte recitato, nella parte iniziale e finale, con Franca Gandolfi che recita (e canta nelle sezioni centrali) il ruolo della donna della vicenda.

### Il maestro di violino
Tra i brani più noti del repertorio di Modugno, ed uno dei suoi ultimi grandi successi discografici, venne però anche fortemente criticato all'epoca della sua uscita insieme ad un altro brano, Piange... il telefono, uscito solo un anno prima. Entrambi i brani vennero etichettati come "facili" e strappalacrime, nonché troppo arretrati per il gusto musicale del momento. 
Il brano narra appunto di un cinquantenne maestro di violino, che si innamora di una giovanissima allieva e alla quale non confida il suo interessamento per via della notevole differenza d'età che intercorre tra i due, e anche a causa della paura di ricevere un rifiuto. Il tutto però si risolve in un lieto fine, con l'allieva che dichiara al maestro di non voler più continuare a studiare, in quanto innamorata anche lei dell'uomo.
Come nel caso di Piange... il telefono, anche da questa canzone fu tratto un film, che fu anche l'ultimo con Modugno come attore protagonista, per la regia di Giovanni Fago, uscito poco dopo l'album in questione, anche se la trama ha poco in comune con la vicenda della canzone.

## Tracce
1. L'anniversario (testo di Iaia Fiastri, musica di Domenico Modugno)
2. Processo all'amore
3. Mia figlia
4. Il passero
5. Domenica
6. Ne con te, ne senza di te
7. Dietro l'amore
8. Tanti anni fa
9. La porta chiusa
10. Il maestro di violino